# Getaneh Kebede
Getaneh Kebede (Adís Abeba, 2 de abril de 1992) es un futbolista etíope que juega en la posición de delantero en el club Wolkite City F. C. de la Liga etíope de fútbol.

## Trayectoria
Getaneh se inició en el fútbol profesional en el club Dedebit de Adís Abeba en el año 2010. En la temporada 2012-13 logró el título de la Liga etíope de fútbol con su equipo, además fue el máximo goleador del torneo de aquella temporada. Tras sus buenas actuaciones con el Dedebit fue fichado por el Bidvest Wits sudafricano, el contrato que lo uniría por tres años a su nuevo equipo fue firmado el 18 de julio de 2013.
En las dos primeras temporadas con el Bidvest Wits tuvo participación en 33 partidos en los que pudo marcar 9 goles, sin embargo, para la temporada 2015-16 fue cedido a préstamo al Pretoria University, equipo con el que marcó 4 goles en 12 partidos jugados.
Luego de concluir su contrato con el Bidvest Wits Getaneh recibió una invitación del Tondela para realizar algunas pruebas pero la vinculación con el club portugués finalmente no se concretó.
El 8 de septiembre de 2016 se anunció la firma de un contrato por dos años con el Dedebit, de esta manera Getaneh volvía al club con el que debutó profesionalmente luego de 3 años de experiencia en el fútbol sudafricano.

## Selección nacional
Getaneh era internacional con la selección de Etiopía desde el año 2010 hasta el año 2022.

### Goles internacionales
| #  | Fecha                    | Sede          | Rival      | Marcador | Resultado | Competencia                                                 | Goles | Ref.         |
| -- | ------------------------ | ------------- | ---------- | -------- | --------- | ----------------------------------------------------------- | ----- | ------------ |
| 2  | 16 de noviembre de 2011  | Adís Abeba    | Somalia    | 5 – 0    | Victoria  | Clasificación de CAF para la Copa Mundial de Fútbol de 2014 |       |              |
| 3  | 28 de noviembre de 2011  | Dar es Salaam | Sudán      | 1 – 1    | Empate    | Copa CECAFA 2011                                            |       | [ 9 ] [ 10 ] |
| 4  | 8 de septiembre de 2012  | Jartum        | Sudán      | 5 – 3    | Derrota   | Clasificación para la Copa Africana de Naciones de 2013     |       |              |
| 5  | 29 de diciembre de 2012  | Adís Abeba    | Níger      | 1 – 0    | Victoria  | Partido amistoso                                            |       | [ 11 ]       |
| 6  | 24 de marzo de 2013      | Adís Abeba    | Botsuana   | 1 – 0    | Victoria  | Clasificación de CAF para la Copa Mundial de Fútbol de 2014 |       |              |
| 7  | 8 de junio de 2013       | Lobatse       | Botsuana   | 3 – 0    | Derrota   | Clasificación de CAF para la Copa Mundial de Fútbol de 2014 |       |              |
| 8  | 16 de junio de 2013      | Adís Abeba    | Sudáfrica  | 2 – 1    | Victoria  | Clasificación de CAF para la Copa Mundial de Fútbol de 2014 |       |              |
| 9  | 10 de septiembre de 2014 | Blantyre      | Malaui     | 3 – 2    | Derrota   | Clasificación para la Copa Africana de Naciones de 2015     |       |              |
| 10 | 15 de octubre de 2014    | Bamako        | Malí       | 2 – 3    | Victoria  | Clasificación para la Copa Africana de Naciones de 2015     |       |              |
| 11 | 14 de noviembre de 2015  | Adís Abeba    | Congo      | 3 – 4    | Derrota   | Clasificación de CAF para la Copa Mundial de Fútbol de 2018 |       |              |
| 12 | 17 de noviembre de 2015  | Brazzaville   | Congo      | 2 – 1    | Derrota   | Clasificación de CAF para la Copa Mundial de Fútbol de 2018 |       |              |
| 13 | 25 de marzo de 2016      | Blida         | Argelia    | 7 – 1    | Derrota   | Clasificación para la Copa Africana de Naciones de 2017     |       |              |
| 15 | 29 de marzo de 2016      | Adís Abeba    | Argelia    | 3 – 3    | Empate    | Clasificación para la Copa Africana de Naciones de 2017     |       |              |
| 17 | 5 de junio de 2016       | Maseru        | Lesoto     | 1 – 2    | Victoria  | Clasificación para la Copa Africana de Naciones de 2017     |       |              |
| 18 | 3 de septiembre de 2016  | Awasa         | Seychelles | 2 – 1    | Victoria  | Clasificación para la Copa Africana de Naciones de 2017     |       |              |